# 玛丽娜·凯德
玛丽娜·凯德（英語：Marina Cade，1969年9月9日—），澳大利亚女子赛艇运动员。她曾代表澳大利亚参加世界赛艇锦标赛，获得一枚金牌和一枚银牌，均来自女子轻量级四人单桨无舵手项目。